# Римско право
С римско право се обозначава начинът за уреждане на обществените отношения като писани и/или спазвани правила и процедури, които довеждат до възникване на първата цялостна правна система в историята  – тази на Древен Рим и Римската империя, която се развивава във времето до падането на Византийската империя. С термина римско право се обозначава и правната дисциплина, занимаваща се с неговото изучаване.
Източник за формата на обичайното право в Рим и неговите правни институти са запазилите се разрешения по съдебни дела. Първите дошли до нас източници за писаното право в Рим са законите на Римските цезари. Едни от най-значимите от тях са Законите за дванадесетте таблици (на латински: Lex Duodecim Tabularum), създадени около 450 пр.н.е.. Плебейският трибун Терентилий Арса, предложил законът да бъде писан, така че да се предотврати произволното му прилагане. 